# Тартаків Місто (гміна)
Ґміна Тартакув Място — колишня (1934–1939 рр.) сільська ґміна Сокальського повіту Львівського воєводства Польської республіки. Центром ґміни було село Тартаків місто.
Ґміну Тартакув Място було утворено 1 серпня 1934 р. у межах адміністративної реформи в ІІ Речі Посполитій із дотогочасних сільських ґмін: Бобятин, Горбків, Комарів, Копитів, Лещатів, Лучичі, Переспа, Первятичі, Спасів, Шарпанці, Тартаків місто, Тартаків, Тартаковець, Волиця Комарева, Зубків.
27 вересня 1939 р. відповідно до Пакту Молотова — Ріббентропа територія ґміни була зайнята радянськими військами, 17 січня 1940 р. включена до Сокальського району Львівської області, а в 1941—1944 рр. входила до Дистрикту Галичина.